# ادريان اوليفيرا تافاريس
ادريان اوليفيرا تافاريس (بالبرتغالية: Adryan‏) (10 أغسطس 1994 ريو دي جانيرو البرازيل - ) هو لاعب كرة قدم برازيلي، يلعب كلاعب وسط.

## وصلات خارجية
ادريان اوليفيرا تافاريس على موقع الاتحاد الدولي (مؤرشف)  (الإنجليزية)
- ادريان اوليفيرا تافاريس على موقع اتحاد تركيا (لاعب) (الإنجليزية)
- ادريان اوليفيرا تافاريس على موقع قاعدة بيانات كرة القدم.إي يو (الإنجليزية)
- ادريان اوليفيرا تافاريس على موقع Soccerway.com (الإنجليزية)
- ادريان اوليفيرا تافاريس على موقع عالم كرة القدم.نت (الإنجليزية)
- ادريان اوليفيرا تافاريس على موقع AS.com (الإسبانية)